# Janów (zniesiona osada leśna)
Janów – była osada leśna w Polsce, w województwie lubelskim, w powiecie chełmskim, w gminie Chełm. 
W latach 1975–1998 osada administracyjnie osada do województwa chełmskiego.